# Resident Advisor
Resident Advisor (RA) est un webzine sur la musique électronique consacré à ce que les anglophones appellent communément la dance music ou EDM. Le site a remporté le prix du public lors de la 12e cérémonie des Webby Awards en 2008.

## Historique
RA est créé en 2001 par Paul Clement, Nick Sabine et David Berkley dans le but de fournir des informations sur la scène électronique australienne,. Resident Advisor a rapidement débordé de son cadre local et en 2002, le site couvrait l'ensemble de l'industrie liée à la musique électronique, proposant son contenu à un lectorat international.

## Présentation
Resident Advisor veut couvrir à peu près toute l'actualité de la musique électronique dans le monde. En 2006, après que ces deux de ses  fondateurs australiens, Paul Clement et Nick Sabine aient déménagé au Royaume-Uni, travaillant désormais à plein temps sur Resident Advisor et ayant constitué la société au Royaume-Uni, ils ont ouvert un bureau à Berlin en 2007, puis à  Los Angeles et Tokyo, s'ajoutant à Sydney. 
L'équipe éditoriale propose des informations, des chroniques musicales et des reportages et des interviews d'artistes majeurs ou émergents. Le site intègre aussi une offre de services qui inclut des agendas de soirées ou d'événements, de la billetterie, des annuaires de clubs ou d'organisateurs de soirées, des galeries de photos, des milliers de pages d'information sur les artistes ou les labels, des classements, un forum, et du podcasting. À partir de 2007, RA classe chaque année les meilleurs festivals de musique électronique du monde, dont fera parti le WHOLE Festival en 2019. En 2008, ce site remporte le prix du public lors de la 12e cérémonie des Webby Awards en 2008. Pour autant, le site veut rester farouchement indépendant, avec un attachement au côté underground d'une certaine musique électronique qui va à l'encontre du volet commercialde cette musique. Il ne se focalise pas sur les frasques de DJ célèbres et le côté people des artistes.
En 2011, le site lance une série de dix soirées nommées « RA X » afin de fêter son dixième anniversaire. La première de ces soirées se passe à Londres le 11 juin 2011. Les suivantes se déroulent à Barcelone, São Paulo, New York, Moscou, Sydney, Rome, Tokyo, Berlin et Amsterdam. Chaque soirée est supervisée par un invité secret, lequel choisit ensuite les autres DJ participant à l'événement. En outre, dix graphistes différents sont chargés de réaliser les affiches des soirées. Ces affiches, chacune produite à 75 exemplaires, sont ensuite vendues sur le site. Une application pour smartphone est créée également en 2015.

## Podcasting
La série RA Podcast prend la forme de mixes exclusifs, postés par groupe de trois ou quatre par semaine et réalisés par la crème des DJ et compositeurs de musique électronique. Elle a commencé le 6 mars 2006 avec un mix de Troy Pierce, et n'a jamais cessé depuis.

## Événements
RA soutient, promeut et organise des événements ainsi que des soirées spéciales dans des clubs :
- les RA club nights ;
- une participation spéciale au Sónar de Barcelone ;
- des soirées lors de la Winter Music Conference de Miami ;
- coprogrammation lors du festival Club Transmediale (Berlin).